# Bảo tàng Podtatranské ở Poprad
Bảo tàng Podtatranské ở Poprad (tiếng Slovakia: Podtatranské múzeum v Poprade) là một bảo tàng có tiền thân là Bảo tàng Carpathian ở Kežmarok và Bảo tàng Tatra ở Veľká. Bảo tàng Podtatranské sở hữu nhiều hiện vật phong phú có nguồn gốc từ vùng Podtatranské thuộc các chủ đề lịch sử, khoa học tự nhiên, khảo cổ học, kiến trúc dân gian, phường hội thủ công, và nhà ở.

## Bảo tàng Carpathian
Đại hội đồng Hiệp hội Carpathian Hungary đã quyết định xây dựng một bảo tàng ở thành phố Kežmarok vào ngày 6 tháng 8 năm 1876 và bắt đầu thu thập bộ sưu tập ở Kežmarok. Một người gốc Poprad tên là Dávid Husz đã cung cấp mặt bằng tạm thời trong Công viên Husz và tài trợ việc xây dựng tòa nhà bảo tàng. Các bộ sưu tập của bảo tàng được chuyển đến Poprad vào năm 1885, và trụ sở của bảo tàng được xây dựng một năm sau đó theo phong cách kiến trúc Phục hưng.

## Bảo tàng Tatra
Bảo tàng Tatra được thành lập vào năm 1881 theo khởi xướng của Eduard Daits. Bảo tàng Tatra do Hiệp hội Bảo tàng Lớn quản lý và mở cửa cho công chúng từ ngày 2 tháng 7 năm 1882. Giám đốc đầu tiên của bảo tàng là Aurel Scherfel. Gia đình doanh nhân Krompecher đã tài trợ các hoạt động của bảo tàng.
Sau khi chiến tranh thế giới thứ hai kết thúc, cả hai bảo tàng đều bị giải thể. Ủy ban Quốc gia Quận mới được thành lập tại Poprad vào ngày 26 tháng 7 năm 1945 có ý định hợp nhất các bộ sưu tập của cả hai bảo tàng. Bảo tàng mới được đặt tên là Bảo tàng Tatra của Quận Poprad, viết tắt là Bảo tàng Tatra, có trụ sở tại Poprad. Vào ngày 1 tháng 4 năm 1957, Bảo tàng Lịch sử Quốc gia Quận ở Poprad được thành lập. Bốn năm sau, Bảo tàng Lịch sử Quốc gia Quận ở Poprad được đổi tên thành Bảo tàng Podtatranské ở Poprad.